# チャバラホウカンチョウ
チャバラホウカンチョウ（茶腹鳳冠鳥、学名：Mitu mitu）は、 キジ目ホウカンチョウ科に分類される鳥類の一種である。

## 分布
南アメリカ中央部（ブラジル東北部からペルー、ボリビア東部まで）に分布する。

## 全長
全長83-89cm。頭から尾にかけては黒色で、下腹、下尾筒は淡い茶色、尾羽の先端部は白色である。頭頂に冠羽がある。上嘴基部は幅が広く高い。嘴は赤色で先端は黄色。虹彩は赤褐色。

## 生態
森林に生息する。単独もしくは3－4羽で生活する。
主に、植物の種子、果実を食べる
1腹2個の卵を産み、抱卵期間は約30日である。

## 亜種
以下の2亜種に分類される。
- Mitu mitu mitu

別名アラゴスホウカンチョウ。ブラジル東北部のアラゴアス州に分布していたが、野生の個体は1980年代に絶滅したとされる。
- Mitu mitu tuberosa

ブラジル西北部からボリビア東部に分布する。この亜種をチャバラホウカンチョウとして、別種に分類する学説も有力である。その場合学名は、Mitu tuberosaになる。この亜種は種の保全状態は安定しており評価はLC(Least Concern )になる。